# Гоциридзе, Бесик
Бесик Гоциридзе (груз. ბესიკ გოცირიძე; род. 6 февраля 1961) — советский грузинский легкоатлет, специалист по бегу на короткие дистанции. Выступал за сборную СССР по лёгкой атлетике в конце 1980-х годов, чемпион СССР в беге на 200 метров, победитель первенств всесоюзного и республиканского значения значения, действующий рекордсмен Грузии в нескольких спринтерских дисциплинах, участник чемпионата мира в Риме.

## Биография
Бесик Гоциридзе родился 6 февраля 1961 года. Занимался лёгкой атлетикой в Тбилиси, выступал за Грузинскую ССР, добровольное спортивное общество «Трудовые резервы» и Советскую Армию.
Первого серьёзного успеха на всесоюзном уровне добился в сезоне 1984 года, когда выиграл бронзовую медаль в беге на 200 метров на всесоюзных соревнованиях в Москве.
В 1985 году на чемпионате СССР в Ленинграде с командой «Трудовых резервов» стал серебряным призёром в зачёте эстафеты 4 × 100 метров.
В феврале 1986 года на турнире в помещении в Москве установил ныне действующий рекорд Грузии в беге на 60 метров — 6,71.
В 1987 году на зимнем чемпионате СССР в Пензе взял бронзу в дисциплине 200 метров. На соревнованиях в Цахкадзоре и Москве (полуфинал Кубка СССР) установил ныне действующие рекорды Грузии на дистанциях 100 и 200 метров — 10,35 и 20,59 соответственно, также одержал победу в 200-метровом беге на летнем чемпионате СССР в Брянске. Благодаря череде успешных выступлений удостоился права защищать честь страны на чемпионате мира в Риме, где в дисциплине 200 метров дошёл до стадии четвертьфиналов.
В 1988 году на зимнем чемпионате СССР в Волгограде установил ныне действующий рекорд Грузии в беге на 200 метров в помещении — 21,13, но в число призёров не попал.